# Aeropsis fulva
Aeropsis fulva is een zee-egel uit de familie Aeropsidae.
De wetenschappelijke naam van de soort werd in 1898 gepubliceerd door Alexander Agassiz.